# Need It
Need It è un singolo del gruppo musicale statunitense Migos pubblicato il 22 maggio 2020 da Quality Control Music e Motown come primo singolo estratto del loro quarto album in studio Culture III.

## Descrizione
Il singolo di genere gangsta rap e trap, campiona il brano Get In My Car di 50 Cent.

## Video musicale
Il videoclip è stato pubblicato su YouTube il 20 agosto 2021, diretto da Wyatt Winfrey e dai Migos stessi.

## Classifiche
| Classifica (2020) | Posizione massima |
| ----------------- | ----------------- |
| Stati Uniti       | 62                |